# Cerkiew Trójcy Przenajświętszej w Brzeżanach
Cerkiew pw. Trójcy Przenajświętszej w Brzeżanach (czasem cerkiew p.w. Trójcy Świętej) – zabytkowa świątynia chrześcijańska, cerkiew greckokatolicka w Brzeżanach. Mieści się przy miejscowym Rynku. Obecna świątynia pochodzi z przełomu XIX i XX wieków, gdy została przebudowana w latach 1893–1903 z inicjatywy ks. Teofiła Korduby, ówczesnego proboszcza.

## Historia, opis
Po raz pierwszy cerkiew pw. Trójcy Świętej w Brzeżanach wzmiankowana w aktach miejskich za 1626, gdy na miejscu drewnianej cerkwi zaczęli wznosić murowaną.
Cerkiew powstała w II poł. XVIII w. wskutek przebudowy dawnych składów towarów ormiańskich kupców. Fundatorem świątyni był książę August Aleksander Czartoryski, drugi mąż Marii Zofii, ostatniej z rodu Sieniawskich, właścicieli Brzeżan przez wielu lat. Fundator także podarował cerkwi relikwie (należały one wcześniej do jednego z właścicieli miasta, hetmana polnego koronnego Mikołaja Hieronima Sieniawskiego, który woził je w ołtarzu polowym na wyprawy wojenne) – rękę św. Jana Chrzciciela w pozłacanej trumience. Potem cerkiew była jeszcze dwa razy przebudowywana w XIX w. Obecna świątynia pochodzi z przełomu XIX i XX wieków, gdy została przebudowana w latach 1893–1903 z inicjatywy ówczesnego proboszcza - ks. Teofiła Korduby (m.in. teścia Osypa Makoweja).
W cerkwi zachowały się drzwi wejściowe z wizerunkami Cyryla i Metodego oraz zamkiem zdobionym herbem Sieniawskich (Leliwa). Z kaplicy zamkowej przeniesiono tu obraz Najświętszej Panny Rzymskiej, który w XVII w. Aleksander Sieniawski przywiózł do Brzeżan z Rzymu.